# 12258 Oscarwilde
A 12258 Oscarwilde (ideiglenes jelöléssel 1989 GN4) a Naprendszer kisbolygóövében található aszteroida. Eric Walter Elst fedezte fel 1989. április 3-án.